# (500356) 2012 TG18
(500356) 2012 TG18 es un asteroide perteneciente al cinturón de asteroides, descubierto el 5 de noviembre de 2007 por el equipo del Mount Lemmon Survey desde el Observatorio del Monte Lemmon, Arizona, Estados Unidos.

## Designación y nombre
Designado provisionalmente como 2012 TG18.

## Características orbitales
2012 TG18 está situado a una distancia media del Sol de 3,088 ua, pudiendo alejarse hasta 3,627 ua y acercarse hasta 2,550 ua. Su excentricidad es 0,174 y la inclinación orbital 1,208 grados. Emplea 1982,87 días en completar una órbita alrededor del Sol.
Los próximos acercamientos a la órbita de Júpiter se producirán el 5 de mayo de 2064, el 14 de marzo de 2074 y el 12 de mayo de 2134, entre otros.

## Características físicas
La magnitud absoluta de 2012 TG18 es 17.